# Haby Niaré
Haby Niaré (26 de junho de 1993) é uma taekwondista francesa, medalhista olímpica. 

## Carreira
Haby Niaré competiu na Rio 2016, na qual conquistou a medalha de prata, na categoria até 67kg..